# Incidente de Saverne

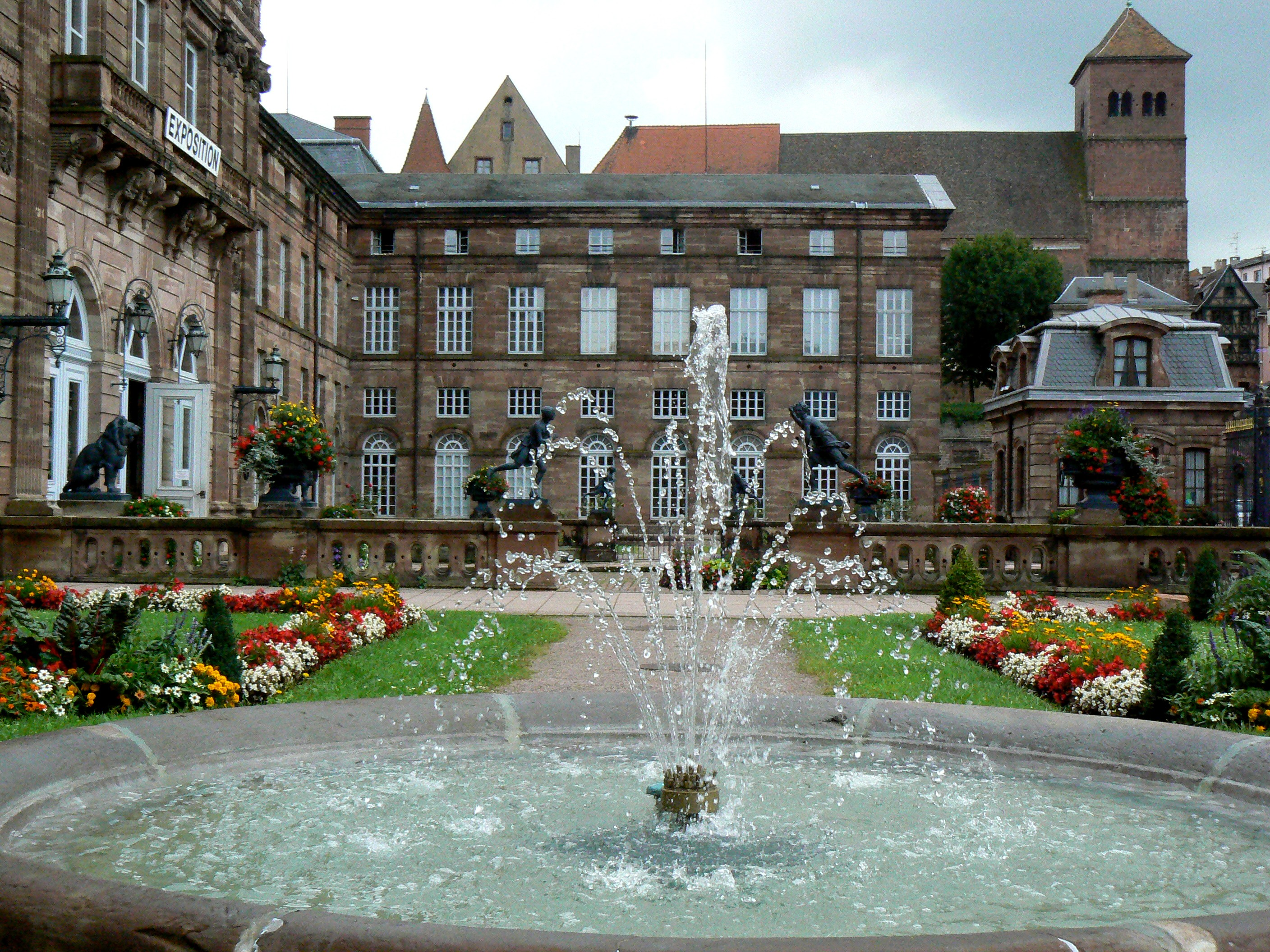
O Castelo de Saverne foi, de 1890 a 1918, a sede do 99º regimento de infantaria prussiano

O incidente de Saverne ou o caso de Saverne ((em alemão): Zabern-Affäre, mais raramente Fall Zabern ou Zabernade) foi uma crise política no Império Alemão do final de 1913, em vésperas da Primeira Guerra Mundial. A crise foi despoletada quando um subtenente colocado em Saverne, cidade onde estavam acantonados dois batalhões do 99.º regimento de infantaria prussianos, teceu comentários humilhantes sobre a população da Alsácia. O exército reagiu arbitrariamente aos protestos maioritariamente ilegais da população, o que provocou um debate na Reichstag sobre as estruturas militaristas da sociedade alemã e sobre as posições dos dirigentes do país com o Kaiser Guilherme II, levando a um voto contra o governo.
O fato desta primeira moção de censura na história do Reich contra o chanceler imperial não ter tido consequências demonstra de forma exemplar a impotência do poder legislativo num sistema político onde o executivo não é responsável perante o parlamento, mas perante um soberano mais preocupado em conservar o "regime pessoal".
O caso não só deteriorou as relações entre a Alsácia-Lorena e o resto do império, mas também levou a uma perda de consideração do Kaiser e, em consequência, do militarismo. O incidente demonstra também o antagonismo estrutural entre o estado de direito e o Estado militar, assim como as dificuldades do regime de Guilherme em integrar as minorias nacionais que acabariam, alguns anos mais tarde, por se desligar do Reich.